# 오브비어스 차일드
《오브비어스 차일드》(영어: Obvious Child)는 미국에서 제작된 길리언 로브스피어 감독의 2014년 로맨틱 코미디 드라마 영화이다. 제니 슬레이트, 제이크 레이시, 개비 호프먼, 데이비드 크로스 등이 출연하였다.

## 줄거리
스탠드업 코미디언 도나는 자신의 친구와 바람을 피운 남자친구에게 코미디 클럽 화장실에서 차인 뒤 바에서 컴퓨터 회사에 다니는 맥스를 알게 된다. 맥스와 가진 단 하룻밤 관계로 예상하지 못한 임신을 한 도나는 밸런타인데이에 플랜드페런트후드 진료소에서 낙태 수술을 받기로 한다.

## 출연
- 제니 슬레이트 - 도나 스턴 역
- 제이크 레이시 - 맥스 역
- 개비 호프먼 - 넬리 역
- 데이비드 크로스 - 샘 역
- 게이브 리드먼 - 조이 역
- 리처드 카인드 - 제이컵 스턴 역
- 폴리 드레이퍼 - 낸시 스턴 역
- 신디 청 - 버나드 의사 역
- 스티븐 싱어 - 진 역

## 기타 제작진
- 세트: 램지 스콧